# Martinsaari (ö i Birkaland, Tammerfors, lat 61,67, long 24,08)
Martinsaari är en ö i Finland. Den ligger i sjön Hankajärvi och i kommunen Tammerfors i den ekonomiska regionen Tammerfors och landskapet Birkaland, i den södra delen av landet, 170 km norr om huvudstaden Helsingfors. Öns area är 0,1 hektar och dess största längd är 60 meter i öst-västlig riktning.